# Квадрига
Квадрига (лат. Quadrigae - превод: четворопрег) су кочија са четири коња који се користио у античком Риму и то је еквивалент за старогрчки тетрипон). Користио се за трке на античким олимпијским играма. Квадриге су симболи тријумфа, победе и славе а најчешће је возач жена. У класичној митологији, квадриге су кочија богова. 
Модерне квадриге се базирају на тријумфалним квадригама, класичној римској или грчкој скулптури која је једина преостала античка квадрига. Оригинално се налазила на хиподрому у Констинтанопољу, а током пљачке Цариграда у Четвртом крсташком походу 1204. године укрден је и постављен на тераси базилике у Венецији. Током француске револуције Наполеон је узео квадригу и пренео је у Париз 1797. године, а 1815. је враћен у Венецију. Услед оштећења од загађења, оригиналне квадриге су замењене репликом и пренесене су у музеј током осамдесетих година 20. века.